# Пучковський Тарас Миколайович
Тара́с Микола́йович Пучко́вський (нар. 23 серпня 1994, Нововолинськ, Волинська область) — український футболіст, нападник.

## Клубна кар'єра
Вихованець Львівського училища фізичної культури. У дорослому футболі дебютував 14 вересня 2012 року за команду «Карпати» (Львів) у матчі проти київського «Динамо», вийшовши на поле на 55-й хвилині. На початку травня 2016 року залишив «Карпати».
20 липня 2016 року офіційно став гравцем рівненського «Вереса», але вже на початку серпня того ж року залишив рівненський клуб, жодного разу не зігравши в офіційних матчах.

## Матчі за збірну
21 жовтня 2010 року вперше зіграв у складі юнацької збірної України проти команди Сан-Марино. Устиг відіграти за команду 7 матчів.